# Nombre de Bejan
Le nombre de Bejan {\displaystyle (Be)} est un nombre sans dimension utilisé en thermodynamique et en mécanique des fluides. Deux versions de ce nombre sont utilisées.
Ce nombre porte le nom de Adrian Bejan, professeur américain d'origine roumaine.

## Been thermodynamique
On le définit de la manière suivante :
{\displaystyle Be={\frac {S_{gen,\Delta T}}{S_{gen,\Delta T}+S_{gen,\Delta p}}}}
avec :
- Sgen,ΔT - entropie générée par le transfert de chaleur
- Sgen,Δp - entropie générée par le frottement visqueux (perte de charge)

## Been mécanique des fluides
Ce nombre compare l'énergie perdue par frottement (perte de charge) et l'énergie thermique transférée. Il correspond au rapport des forces visqueuses sur le transfert thermique. 
On le définit de la manière suivante :
{\displaystyle Be={\frac {\Delta p\;{L_{c}}^{2}}{\alpha \;\mu }}}
avec :
- Δp - différence de pression
- Lc - longueur caractéristique
- α - diffusivité thermique
- μ - viscosité dynamique